# Iglesia de Santa María (Lebeña)
La iglesia de Santa María, también conocida como iglesia de Santa María de Lebeña, se encuentra en la localidad de Lebeña, municipio de Cillorigo de Liébana (Cantabria). Es uno de los mejores testimonios del arte prerrománico en España, encuadrada dentro del mozárabe del siglo X.
El párroco Santos Gutiérrez solicitó a la Dirección General de Instrucción Pública de la Real Academia de la Historia que avalase la importancia de este edificio para así declararlo como Monumento Nacional, nominación que llegó el 27 de marzo de 1893.

## Origen

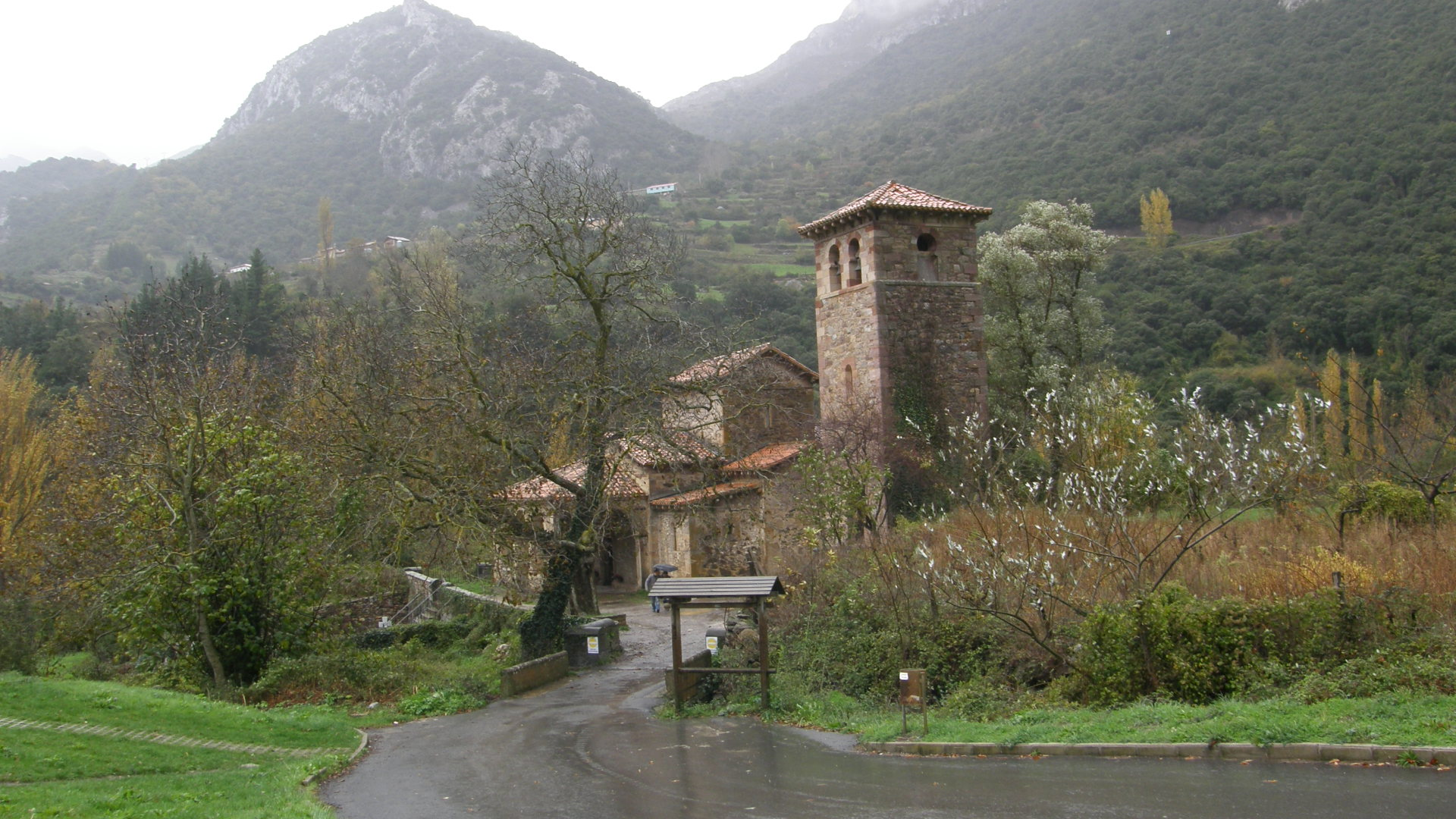
Vista general y del acceso en un día lluvioso

Documentos datados en el año 924 vinculan los nombres de los condes de Liébana, Don Alfonso y Doña Justa, con la fundación del templo, aunque no hay nada seguro al respecto. Tradicionalmente se les atribuye a estos nobles la erección de Santa María en la citada fecha, como verifica el estudio de Alberto Ansola Fernández "La génesis de una aldea: Lebeña".

En nombre de Dios. Sea notorio y manifiesto que yo el conde Alfonso y mi esposa, la condesa Justa, edificamos la iglesia de Santa María de Lebeña para trasladar el cuerpo de Santo Toribio a ella y mis siervos lo tomen y entierren, y como lo hubiesen tomado para enterrar, fui castigado por el juicio divino y quedé ciego hasta el presente, y mis soldados, que eran inocentes, al empezar a cavar con azadas quedaron también ciegos. Entonces ofrecí mi cuerpo y todo cuanto tengo en Liébana a Santo Toribio y a ti, abad Opila, y a los clérigos que allí sirven a Dios...

Este texto, recogido en el Cartulario del Monasterio de Santo Toribio de Liébana y fechado en el año 925 (aunque parece ser una trascripción del s. XIII) nos relata el origen de este monumento, patrocinado por los condes de Liébana para depositar los restos de Santo Toribio, desde el monasterio cercano de San Martín de Turieno (hoy Santo Toribio de Liébana) donde se encontraban. Tras perder la vista -por no ser del agrado del santo- volvieron a recuperarla cuando desistieron de su empeño y dieron sus heredades al citado monasterio.
A pesar de no haber documentos arqueológicos para su datación, Uranga e Iñiguez plantean una cronología algo posterior, atribuyéndola a Sancho el Mayor entre el 963 y el 966.
Dos siglos más tarde, en 1187, el rey castellano Alfonso VIII donó la iglesia de Lebeña al abad del monasterio benedictino de San Salvador de Oña, aunque el propio rey desconocía como había llegado a ser de su propiedad. Es posible que, al haber sido una fundación condal, en algún momento hubiese pasado a la corona.
Sin embargo, desde el siglo XI y hasta el siglo XVI, en que se convierte en parroquia, cae, junto con sus pertenencias, bajo la dependencia del abad de Santo Toribio. Los monjes cobraban las rentas de esta iglesia y poseían abundantes propiedades en el pueblo. Muchos vecinos de Lebeña donaban tierras al cenobio para la salvación de sus almas. Otros arrendaban o intercambiaban campos y sobre todo viñas, que constituían una de las principales riquezas agrícolas de la comarca.
En el siglo XVI (al menos desde 1510) comienzan a surgir pleitos porque los vecinos de Lebeña no reconocían el señorío del prior y se negaban a pagar los diezmos al monasterio. Con el tiempo, acaban desligándose de éste y crean su propia parroquia que ha perdurado hasta nuestros días.

## El edificio

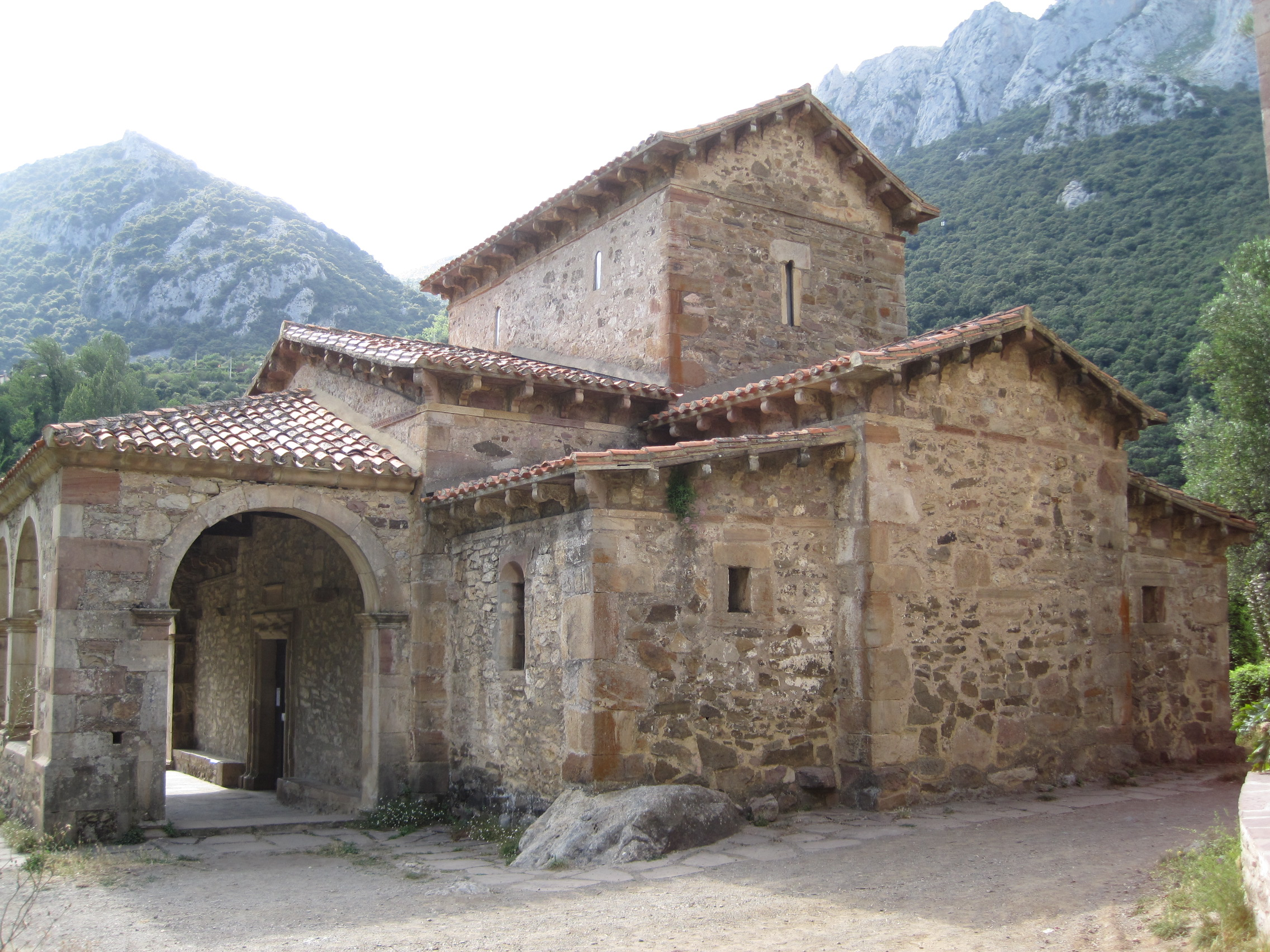
Cabecera

La unidad estilística que presenta esta construcción mozárabe nos indica que debió levantarse en un periodo de tiempo relativamente corto, ya que no se observan cambios de planteamiento ni reformas del esquema original. Por ello, es posible pensar que fuera obra de un personaje principal de Liébana, quizás el conde Alfonso, y su finalidad podría ser para capilla funeraria de Santo Toribio. Este hecho explicaría la tendencia al tipo de planta centralizada, combinada con la de tipo basilical, de tres ábsides y tres naves, que se enfatiza con la ayuda que alcanzan los dos tramos centrales de la nave principal.
El tipo de piedra empleada en la construcción es la mampostería, utilizándose la sillería, en arenisca y caliza, solo en los ángulos y en los cercos de los vanos. Los cimientos son visibles sin terminar de tallar.
Al exterior el templo presenta una forma casi cuadrangular coronada por el volumen que forman los dos primeros tramos de la nave central que se elevan por encima de los demás.

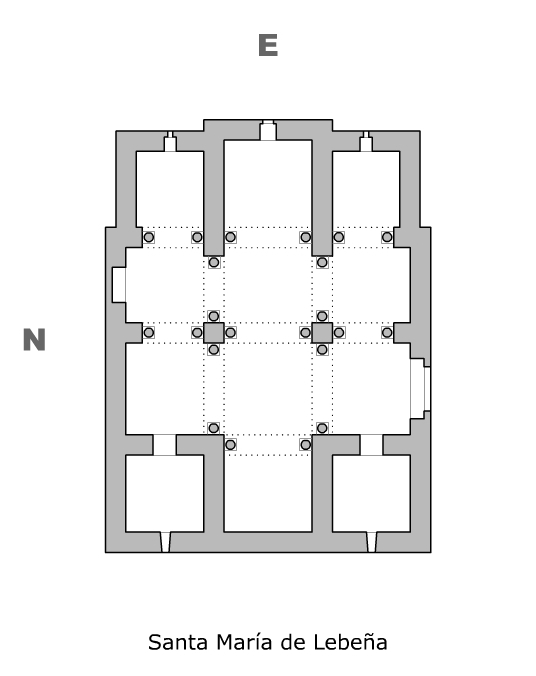
Planta del edificio

Su planta es rectangular. La cabecera recta, orientada hacia el Este, presenta tres ábsides paralelos, el mayor algo más profundo, y tres naves separadas por dos pilares exentos. En su estructura se mezclan elementos de tradición visigoda -la planta y el alzado-, asturiana -el aparejo y los ábsides-, y propiamente mozárabe: pilares, arcos, alfiz, técnica decorativa y concepto espacial.
La disposición en planta basilical de tres naves, la central algo más ancha que las otras, se asemeja a la de los templos prerrománicos asturianos. La cabecera es tripartita, estando formada por tres capillas absidiales escalonadas, de planta rectangular, comunicadas entre sí por arcos de medio punto que cargan directamente sobre las jambas. También son de medio punto peraltado el arco de triunfo y los que dan acceso a las capillas laterales desde sus respectivas naves. Esta es la primera iglesia de España en la que aparece el pilar compuesto cruciforme.[cita requerida]

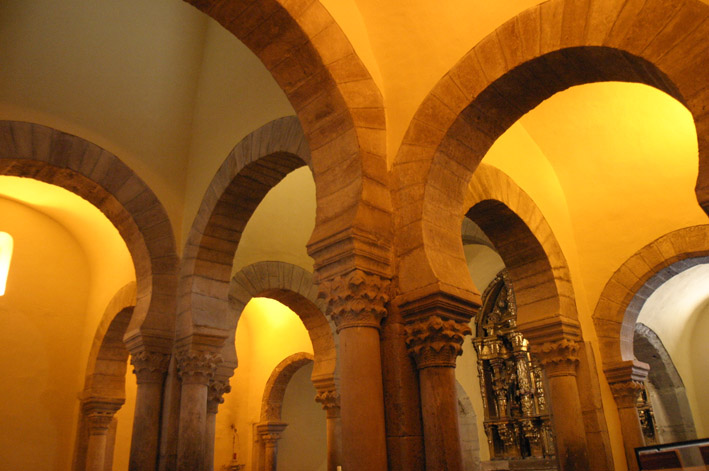
Interior

El espacio interior es de gran belleza por su compartimentación horizontal y vertical, subrayada por el empleo de la bóveda de cañón longitudinal en la nave central, y transversal en los tramos de las naves laterales.
La cubrición de los diversos espacios en que se distribuye el templo se realiza en cualquier caso mediante bóvedas de cañón; pero, mientras que los ejes de las bóvedas de la nave central y de los ábsides son longitudinales, los de las naves laterales son transversales. Su sustentación se confía a arcos de herradura -tanto los transversales como los formeros- que descansan sobre columnas de fuste circular con interposición de capiteles corintios adornados por dos o tres órdenes de hojas de acanto y collarines típicamente asturianos. Estas columnas se adosan a los muros o a pilares de sección cuadrada para formar, en este caso, soportes compuestos de gran robustez.
Según el informe del restaurador Urioste, realizado en el año 1897:

«Sobre estos arcos se elevan los muros que soportan las bóvedas. Descubiertas éstas también por su trasdós, se vio que son de toba, de despiezo sumamente irregular, y sin que se acusen ninguna regla de trazado en su dovelaje y cierre. Su construcción parece la de un muro de mampostería en el que fuera sustituido este material por la toba como menos pesada. Esta ventajosa circunstancia estaba anulada por completo con la excesiva sobrecarga de tierra y cascote que en dichas bóvedas habían ido acumulando, quizás en sucesivos retejos, para formar las vertientes o aguadas de las cubiertas, en términos que se hizo preciso un descombrado general…»

Tanto los capiteles vegetales del interior como los modillones de lóbulos que sostienen el alero el tejado, muestran una excelente labra. Los capiteles son derivados del corintio, con hojas de acanto, símbolo de la eternidad, apareciendo a veces planetas (símbolo de la fertilidad y del triunfo) y rosetas, símbolo de Cristo.
La importancia excepcional de Lebeña con respecto al arte prerrománico radica en la utilización por primera vez de ese tipo de pilares compuestos, preparados con sus columnas adosadas para recibir los arcos fajones y formeros, solución que será sistemáticamente utilizada en el Románico.
El arco triunfal está enmarcado por un alfiz, elemento de tradición musulmana.

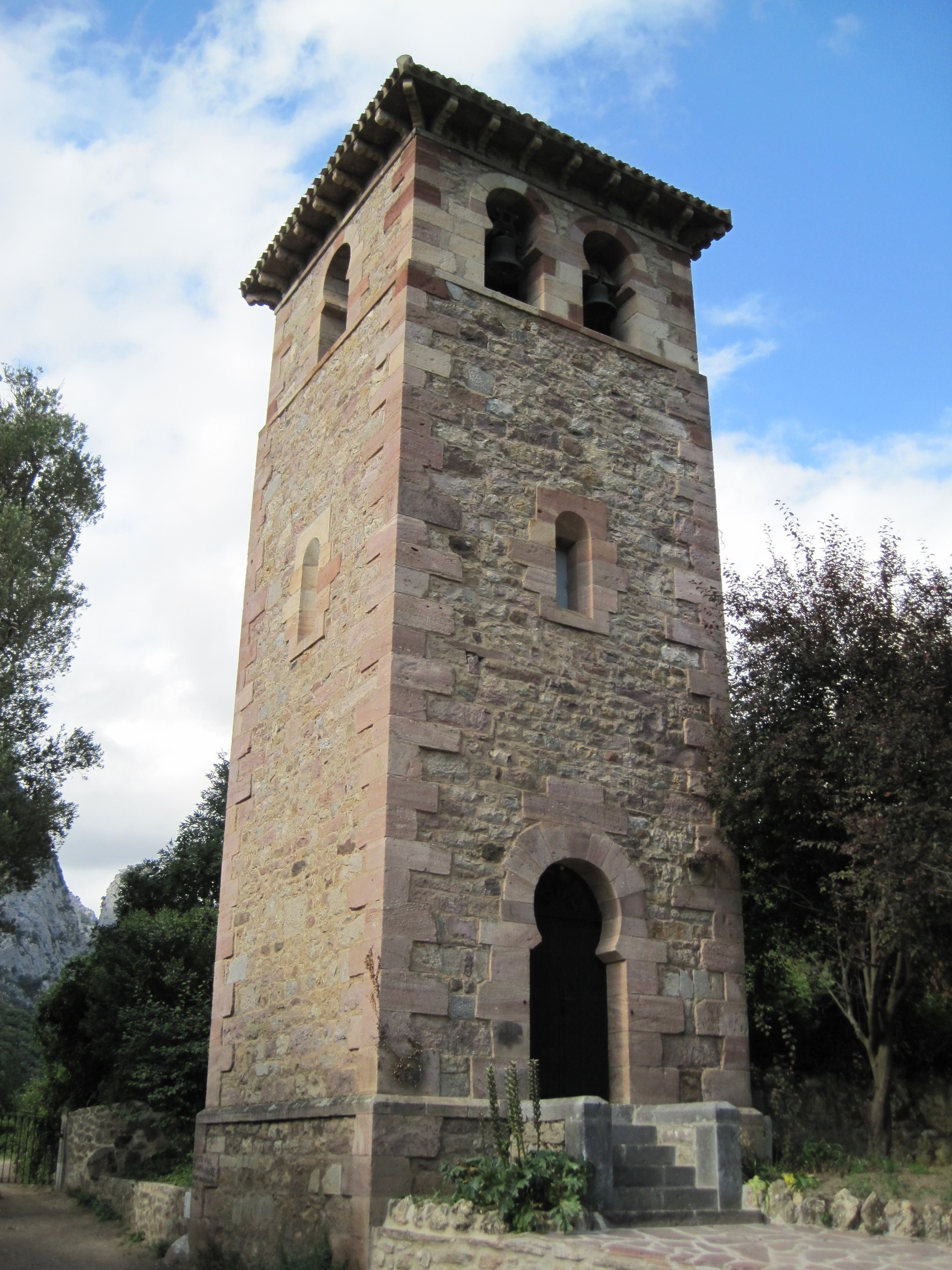
Campanario

El pórtico fue construido ya en el siglo XVIII y la torre a finales del siglo XIX, tras ser declarada Monumento Nacional en 1893.

«Dos años más tarde, José Urioste y Velada realizó un proyecto de restauración en el que daba cuenta de las modificaciones sufridas por el edificio (reemplazamiento de la portada occidental por otra meridional porticada en 1794 y construcción de una torre campanario encima del ábside central en 1830, básicamente), acompañándolo del primer plano levantado de acuerdo con la estructura original.

Externamente ofrece el edificio un insólito juego de volúmenes debido a las diferencias de altura de cada uno de los cuerpos y a la diversidad de orientación de sus cubiertas siempre a dos aguas. Estas cubiertas forman aleros muy pronunciados que apoyan en modillones de lóbulos decorados con esvásticas y rosetas inscritas en círculos. Por debajo corre una cenefa decorativa a base de tallos, zarcillos y otras figuras vegetales. Todos estos motivos ornamentales ya se han visto en el arte visigodo.
La torre que se yergue junto a la iglesia no forma parte de ella y es de hechura muy reciente (siglo XX). También es de época posterior a la iglesia el pórtico meridional, por el que se tiene acceso a ella y la sacristía adosada al muro norte de la nave izquierda.
Otras obras generales fueron realizadas en 1964 por Valentín Lavín del Noval. En 1971, se efectuaron las últimas obras de remodelación en el pórtico y altar mayor.[cita requerida]

## El frontal del altar

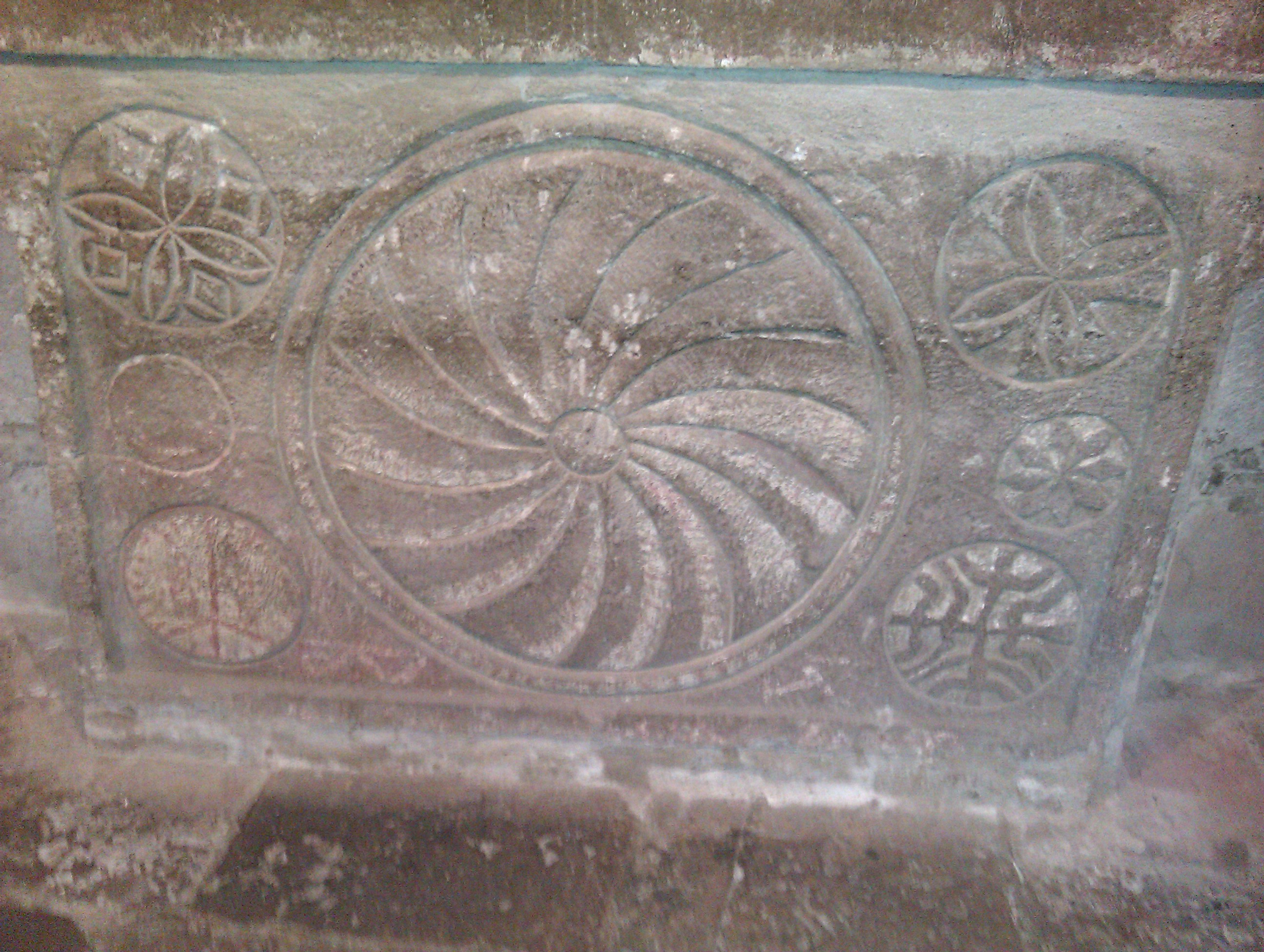
Detalle

En la actualidad se encuentra adosado al basamento de piedra del retablo mayor. Se trata de un gran bloque de piedra arenisca, de forma prismática, de 173 cm de largo en la parte superior, 162,5 de largo en la parte inferior y 103 cm de altura, con un fondo de 20 cm. Su ubicación primitiva sería entre las dos primeras columnas de la nave central, como elemento de separación del espacio dedicado al coro -delante del presbiterio- y de la nave.
El frontal alberga siete círculos grabados, rehundidos o pintados en la piedra, (cuatro mayores en los ángulos, de 30 cm de diámetro y dos menores, intermedios, de unos 19 cm de diámetro) que se distribuyen simétricamente en toda la superficie a partir de un gran motivo central.
Analizando en una lectura global el contenido del frontal, parece obvio destacar su significado cristológico y escatológico, temáticas ambas muy utilizadas por los pueblos germánicos cristianizados y en el arte prerrománico.
Los dos círculos de los ángulos inferiores harían referencia a la vida terrenal, representada por la metáfora del árbol (los árboles cruzados) y la medida del tiempo (el horologio). Los triángulos o montañas (líneas quebradas inferiores) y la línea del cielo, que enlazan ambos círculos, subrayarían este concepto.
La zona intermedia con los dos círculos más pequeños, —cuyas dimensiones no son producto de su menor relevancia, sino que su tamaño está justificado por los imperativos del espacio en relación con el gran círculo central—, indicarían carácter espiritual del cielo cristiano a través de la resurrección (estrella de ocho puntas).
En la zona superior, los dos círculos están dedicados a la salvación de Cristo, (flores de cuatro pétalos circunscritas, sobre cruz patada o sobre cruzada con otra flor, acompañada de rombos o piedras preciosas), que se manifiestan de una forma más elocuente y cosmológica en el gran círculo central, que indicarían las esferas o círculos celestes (círculos concéntricos) y el carácter espiritual del cielo cristiano a través de la resurrección (estrella de ocho puntas).

## Los retablos
El retablo mayor, en madera policromada y dorada, es una obra del barroco decorativo, fechada en 1745. En su hornacina central se venera la imagen de la Virgen de Belén, obra hispano-flamenca del siglo XV. El resto de las imágenes son de la época del retablo. En las capillas posteriores se conservan dos pequeños retablos de estilo renacentista, fechados en 1584. Están dedicados a San Roque y Santa Cecilia.
Existe en la nave de la epístola otro retablo, dedicado a la Virgen del Rosario, con San Antón y el Niño Jesús, de finales del siglo XVIII.

## Robo de la Virgen de la Buena Leche
En 1993 fue robada la talla de la Virgen de la Buena Leche, elaborada en madera policromada y datada en el siglo XV. Posteriormente en 2001, la Guardia Civil de Potes recuperó la talla en un chalet de Alicante, calculándose su valor en 15 millones de pesetas.Tras su hallazgo se supo que la imagen había sido sustraída por encargo de un particular que coleccionaba obras de arte.